# Флорида (Буэнос-Айрес)
Флорида (исп. Florida) — город в Аргентине в провинции Буэнос-Айрес в муниципалитете Висенте-Лопес, часть агломерации Большой Буэнос-Айрес.

## История
В колониальные времена это была сельская местность. В конце XIX века через эти места прошла железная дорога, и в 1891 году здесь была построена железнодорожная станция, названная «Флорида» в честь сражения при Ла-Флориде времён войны за независимость.

## Известные уроженцы
- Дамиан Лисио (род.1989) — футболист
- Кевин Итабель (род.1993) — футболист